# (R)-2-idrossi-acido-grasso deidrogenasi
La (R)-2-idrossi-acido-grasso deidrogenasi è un enzima appartenente alla classe delle ossidoreduttasi, che catalizza la seguente reazione:
(R)-2-idrossistearato + NAD+ ⇄ 2-ossostearato + NADH + H+